# One UI
One UI는 삼성전자가 안드로이드 (운영체제) 2016년 말 또는 2017년 초부터 안드로이드 9 파이 이상을 실행하는 기기를 포함하여 스마트 기기용으로 개발한 사용자 인터페이스 (UI)이다. Samsung Experience의 후속작으로, 더 큰 스마트폰을 더 쉽게 사용하고 시각적으로 더 매력적으로 만들도록 설계되었다. 2018년 삼성 개발자 컨퍼런스에서 발표 및 공개되었으며, 2019년 2월 갤럭시 언팩에서 갤럭시 S10 시리즈, 갤럭시 버즈, 갤럭시 폴드와 함께 업데이트되었다. 2019년 초에는 일부 기기에 잠시 Samsung Experience가 포함될 예정이었으나, 나중에 출시된 기기들은 대신 One UI를 탑재하고 판매되었다.
2021년, 삼성과 구글은 타이젠과 웨어 OS의 웨어러블 버전이 통합될 것이라고 발표했다.
최신 안정 버전인 One UI 7은 2025년 1월 22일에 출시되었으며, 최신 미리보기 버전인 One UI 8.0 베타 3은 2025년 6월 30일에 출시되었다.

## 기능
One UI는 삼성의 하드웨어와 소프트웨어가 "완벽한 조화를 이루도록" 하고 대화면 스마트폰에서 더 "자연스러운" 경험을 제공하려는 목표의 일환으로 설계되었다. One UI는 Samsung Experience UX에 있던 대부분의 기능들을 표시한다. 삼성의 많은 시스템 애플리케이션에서 두드러지는 디자인 패턴은 일반적인 기능과 사용자 인터페이스 요소를 화면 상단이 아닌 화면 중간에 의도적으로 배치하는 것이다. 이는 기기를 한 손으로 사용할 때 사용자의 엄지로 더 쉽게 닿을 수 있도록 한다.
비슷한 이유로, 앱은 큰 헤더를 사용하여 주요 콘텐츠를 화면의 수직 중앙으로 밀어낸다. 내비게이션 바는 제스처 사용과 일반적인 3버튼 시스템을 지원하며, 시스템 전체에 "야간 모드"도 추가되었다(UI 요소와 지원되는 애플리케이션에 어두운 색 구성표를 제공한다). 안드로이드 파이 상위 버전과 마찬가지로, 최근 앱의 개요 화면은 이전 버전의 수직 레이아웃과 달리 수평 레이아웃을 사용한다.

### One UI Core
One UI Core는 저가형 A, F, M, J(2019년 단종) 시리즈 중저가 기기들을 대상으로 한 One UI 기능 세트의 간소화 버전이었다. One UI Core를 실행하는 기기들은 일반적으로 고가 기기에서 실행되는 전체 One UI 버전에 비해 기능 세트가 축소되었다. One UI 6 출시 이후로는 저가 기기에도 One UI Core가 제공되지 않고, 대신 제한된 기능을 가진 전체 One UI 소프트웨어가 제공된다.

### 기본 앱 및 구성 요소
다음은 One UI(버전 7.0 기준)에 포함된 삼성 자체 소프트웨어 및 기능 목록이다. 이들 중 일부는 사전 설치되어 있지 않다.
| 소프트웨어               | 설명 |
| ------------------------ | --- |
| 연락처                   | 연락처 관리자 |
| 캘린더                   | 캘린더 앱 |
| 시계                     | 시계, 알람, 타이머 및 카운트다운 앱. |
| 계산기                   | 과학 모드, 팁 계산기 및 단위 변환기가 포함된 기본 계산기 |
| 미리 알림                | 마이크로소프트 투두와 동기화 지원 기능이 있는 미리 알림 앱 |
| 메시지                   | SMS, MMS 및 RCS 문자 메시지 클라이언트 (2024년 이후 미국에서 판매되는 기기에는 더 이상 포함되지 않지만, 갤럭시 스토어에서 다운로드 가능)                                      |
| 전화                     | 셀룰러 및 VoIP 통화 클라이언트 |
| 내 파일                  | FTP/SFTP 클라이언트 및 SMB 네트워크 클라이언트, 원드라이브 및 구글 드라이브와 통합된 파일 관리자                                                                              |
| 카메라                   | 사진 및 동영상 카메라 (통합 추가 기능 포함) |
| 갤러리                   | 사진 및 동영상 갤러리, 스토리 및 원드라이브 백업 포함 |
| 음성 녹음                | M4A 형식 (3gp4 코덱)으로 최대 256 kbit/s/48 kHz의 음성 녹음 |
| 이메일                   | 이메일 클라이언트 |
| 삼성 인터넷              | 크로미엄 기반 웹 브라우저 |
| 삼성 노트                | 노트 필기, 스케치 및 PDF 리더 및 편집기 |
| 모드 및 루틴             | 조건부 자동화 도구 |
| 퀵 쉐어                  | 근처 갤럭시 또는 안드로이드 기기 및 링크 또는 QR 코드를 사용하는 다른 기기와 파일 전송 도구                                                                                   |
| 그룹 공유                | 다른 삼성 계정과 콘텐츠 공유 (통합) |
| 뮤직 쉐어                | 여러 기기를 블루투스 스피커에 연결 |
| 스마트 뷰                | 미라캐스트를 사용한 화면 미러링 및 캐스팅 (빠른 패널에 통합) (이전에는 삼성 링크 및 올쉐어 플레이)                                                                            |
| 기기 제어 및 미디어 출력 | 홈 연결 기기 제어 또는 미디어 출력을 다른 기기로 전환 (빠른 패널에 통합) |
| 빅스비 보이스            | 음성 비서 (일부 구형 휴대폰의 하드웨어 버튼에 통합) |
| 빅스비 비전              | 증강 현실 카메라 도구: 번역, 텍스트 복사, 검색, 와인 |
| 갤럭시 아바타            | 증강 현실 아바타 및 이모지 생성 도구, 아바타 스티커 포함 |
| AR 두들                  | 낙서 생성을 위한 증강 현실 카메라 |
| 게임 허브                | 설치된 모든 게임 및 삼성 인스턴트 플레이 |
| 삼성 프리                | 미디어 및 엔터테인먼트: 통합 삼성 TV 플러스, 팟캐스트 (지역별), 뉴스 애그리게이터 (Upday에서 유럽 지역에 제공), 즉시 플레이 캐주얼 게임, 특정 유럽 국가에서는 삼성 O라고 불림 |
| 삼성 뉴스                | 뉴스 애그리게이터, 삼성 프리의 읽기 탭 대체 |
| 삼성 TV 플러스           | 무료 광고 지원 TV 스트리밍 서비스 (일부 시장에서 이용 가능) |
| 날씨                     | 더 웨더 채널에서 제공하는 날씨 정보 |
| 삼성 클라우드            | 단대단 암호화를 지원하는 클라우드 저장 및 백업 |
| 스마트 스위치            | 아이폰을 포함한 모든 전화기에서 새로운 갤럭시 기기로 콘텐츠를 이동하는 데이터 전송 도구, 또한 스마트 스위치 PC 서비스 및 갤럭시 워치 백업으로도 사용                          |
| 갤럭시 스토어            | 다운로드 가능한 앱, 게임, 테마 및 사용자 정의 |
| 삼성 월렛                | 디지털 지갑 (페이 결제 시스템, 패스 비밀번호 관리자) (32개 시장에서 이용 가능)                                                                                                |
| 삼성 헬스                | 개인 건강 추적 도구 |
| 디지털 웰빙              | 화면 시간 모니터링 도구 |
| 삼성 멤버스              | 커뮤니티 지원 및 독점 콘텐츠, 기기 진단 포함 |
| 보안 폴더                | 녹스를 사용하는 비공개 및 암호화된 샌드박스 작업 공간 |
| 보안 Wi-Fi               | VPN 네트워크 서비스, 일부 국가 및 지역에서 이용 가능 |
| 팁                       | 기기 정보, 매뉴얼 및 원격 지원; 저가형 모델에서는 제공되지 않음 |
| 라디오                   | FM 라디오 클라이언트 (3.5mm 헤드폰 잭이 있는 삼성 기기에서 이용 가능) |
| 스마트싱스               | 스마트 홈 관리 플랫폼 |
| 삼성 찾기                | 스마트 태그를 포함한 분실 또는 도난당한 기기를 추적, 찾기, 잠금 및 삭제하고, 사람들과 위치를 공유하는 자산 추적 서비스                                                        |
| 갤럭시 웨어러블          | 갤럭시 워치, 갤럭시 핏, 갤럭시 버즈 및 갤럭시 링 웨어러블 기기 관리자 |
| PENUP                    | 그림용 SNS 서비스, S펜이 있는 휴대폰 및 태블릿에 사전 설치 |
| 스튜디오                 | 사진 및 동영상을 사용하여 프로젝트 생성 |
| 삼성 뮤직                | 스포티파이 통합을 지원하는 음악 플레이어 (스포티파이는 184개 시장에서 이용 가능)                                                                                              |
| 삼성 플로우              | 휴대폰, 태블릿 및 PC 간 텍스트, 화면 및 파일 공유 |
| 멀티 제어                | 여러 삼성 기기를 제어하고 파일을 드래그 앤 드롭하는 서비스 |
| 삼성 키즈                | 부모 통제가 있는 어린이용 제한 환경 |

One UI의 추가 삼성 앱 및 구성 요소는 갤럭시 스토어에서 제공되며, 삼성 플로우 및 Good Lock 등이 있다.
안드로이드를 실행하는 One UI 기기들은 구글 버전의 OS를 사용하기 때문에, 중국 대륙을 제외한 대부분의 기기에는 수많은 Google Mobile Services 구성 요소도 함께 제공된다.

## 역사

### One UI

#### 개요
| 버전                                                            | 초기 출시일      | 최신 버전  | 최신 출시일     | 안드로이드 버전   |
| --------------------------------------------------------------- | ---------------- | ---------- | --------------- | ----------------- |
| One UI 1                                                        | 2018년 11월 7일  | 1.5        | 2019년 8월 12일 | 안드로이드 9 파이 |
| One UI 2                                                        | 2019년 11월 7일  | 2.5        | 2020년 8월 21일 | 안드로이드 10     |
| One UI 3                                                        | 2020년 12월 2일  | 3.1.1      | 2021년 8월 11일 | 안드로이드 11     |
| One UI 4                                                        | 2021년 11월 15일 | 4.1.1      | 2022년 8월 25일 | 안드로이드 12     |
| One UI 5                                                        | 2022년 10월 12일 | 5.1.1      | 2023년 7월 26일 | 안드로이드 13     |
| One UI 6                                                        | 2023년 10월 26일 | 6.1.1      | 2024년 7월 10일 | 안드로이드 14     |
| One UI 7                                                        | 2025년 1월 22일  | 7.0        | 2025년 1월 22일 | 안드로이드 15     |
| One UI 8                                                        | 2025년 7월 25일  | 8.0 beta 3 | 2025년 7월 25일 | 안드로이드 16     |
| 범례:오래된 버전오래된 버전, 지원 중최신 버전최신 미리보기 버전 |                  |            |                 |                   |

#### One UI 1
One UI 1.0은 One UI의 첫 번째 버전이며 안드로이드 9 파이를 기반으로 한다. 이는 다양한 앱에서 점점 인기를 얻고 있던 많은 기능들을 가져왔다. 다크 모드(당시에는 야간 모드라고 불림)는 어두운 공간에서 사용자의 눈에 더 쉽게 보이도록 추가된 주요 기능이었다. 이 기능은 많은 앱에 포함되었고 결국 IOS 13 및 안드로이드 10에도 도입되었다. 첫 번째 버전은 또한 기본 스크린샷 편집 도구, 세련된 곡선, Always-On Display 개선 (탭하여 표시), 빅스비 버튼 재매핑을 지원하는 업그레이드된 빅스비, 그리고 기기를 탐색하는 새로운 방법인 2018년 12월 19일 출시된 제스처를 가져왔다.
안드로이드 9 파이는 제스처를 지원했지만, 삼성 기기에서는 사용할 수 없었으며 많은 사용자들에 의해 '반쯤 완성된' 것으로 평가받았다. 그러나 삼성은 One UI가 설치된 기기를 탐색하기 위해 자체 제스처 시스템을 만들기로 결정했다. 이를 위해 사용자는 '버튼'의 세 위치에서 기기 하단에서 위로 스와이프하여 탐색해야 했다. 이 제스처 시스템은 엇갈린 평가를 받았다. 수신 전화 화면이 개선되었다. One UI 1.0은 2018년 11월 7일에 출시되었다.
One UI 1.1은 주로 카메라, 지문 판독기 및 얼굴 인식을 위한 안정성 수정 및 성능 최적화를 가져왔다. One UI 1.1은 갤럭시 S10 시리즈와 함께 출시되었다. 이 버전은 2019년 이후 출시된 삼성 갤럭시 기기에 처음으로 포함된 One UI 버전이다. 이후 출시된 일부 기기들은 2018년부터 필요했다.
One UI 1.5는 기본 화면 녹화기, 더 높은 시스템 성능을 위한 "파워 모드" 및 마이크로소프트와의 협력을 통한 독점적인 조기 접근 Windows와 연결 지원을 제공했다. 2019년 8월 12일에 갤럭시 노트10 시리즈 기기와 함께 출시되었다. 2019년의 일부 갤럭시 A 시리즈 기기, 갤럭시 탭 S6 및 탭 액티브 프로에 포함되었다.
2018년 말 삼성 익스피리언스가 One UI로 리브랜딩되었음에도 불구하고 설정이나 캘린더와 같은 일부 앱은 여전히 One UI 1.0–1.5를 삼성 익스피리언스로 식별한다. 이는 One UI 2에서 수정되어 삼성 익스피리언스라는 이름은 해당 지원 기기용 안드로이드 10이 출시되면서 사라졌다. 또한, 앱 버전은 10.x였으며 One UI 세대마다 앱 버전이 증가한다.

#### One UI 2
One UI 2.0은 One UI의 두 번째 버전이며 안드로이드 10을 기반으로 한다. 이는 갤럭시 사용자에게 스킨이 적용된 디지털 웰빙 경험, 장치 관리와 같은 일부 기본 앱에서 더 세련된 UI, 빠른 설정에서 시계 위치에 대한 사소한 UI 변경, 기본 화면 녹화기, 새로운 안드로이드 10 제스처 시스템, 다이내믹 잠금 화면 (잠금 해제할 때마다 다른 배경화면), 파일의 휴지통 폴더, 기본 안드로이드 오토, 사운드 테마 및 더 엄격한 위치 권한 액세스를 제공한다. 수신 전화 화면은 전화 아이콘을 포함하여 개선되었다. One UI 2.0은 2019년 11월 7일에 갤럭시 S10 및 노트10 시리즈용으로 공식 출시되었으며, 다른 기기들은 이후에 업데이트를 받았다.
One UI 2.1은 120 Hz 주사율, 퀵 쉐어, 뮤직 쉐어, 추가 카메라 모드, 라이브 캡션에 대한 기본 지원을 가져왔다. 이 버전은 갤럭시 S20 시리즈 및 갤럭시 Z 플립과 함께 처음 출시되었다. 또한 갤럭시 S9 및 S10, 노트9 및 노트10과 같은 구형 기기, 갤럭시 폴드, 일부 갤럭시 A 시리즈 기기에도 2020년 2월 24일에 소프트웨어 업데이트로 제공되었다.
One UI 2.5는 2020년 8월 24일 갤럭시 노트20 시리즈 출시와 함께 처음 출시되었으며, 이후 일부 지원 기기에도 업데이트가 배포되었다. UI에 급진적인 변화를 가져오지는 않지만, 카메라, DeX, 제스처 내비게이션 및 기타 서비스에 많은 새로운 기능이 추가되었다. 갤럭시 S7 및 노트7 시리즈에서는 지원되지 않지만 비공식적으로 설치할 수 있다.

#### One UI 3
One UI 3.0은 One UI의 세 번째 버전이며 안드로이드 11을 기반으로 한다. 2020년 8월 베타 테스트를 시작한 후 2020년 12월 2일 갤럭시 S20 기기용으로 출시되었다. 이 버전에는 반투명 알림 패널, 간략 알림, 물리 볼륨 키 옆에 기기 오른쪽 또는 왼쪽에 위치한 새로운 볼륨 컨트롤, 약간 개선된 위젯, 재설계된 수신 전화 화면, 전체 UI에 걸쳐 더 부드러운 애니메이션 및 전환 등 몇 가지 주목할 만한 개선 사항이 포함되어 있다. 블루 라이트 필터는 아이 컴포트 쉴드로 이름이 변경되었다.
One UI 3.1은 갤럭시 S21 시리즈와 함께 처음 출시되었으며, 2021년 2월 17일 갤럭시 S20 시리즈를 시작으로 다른 지원 갤럭시 기기에도 배포되기 시작했다. 눈에 띄는 사용자 인터페이스 변경 사항은 없다. 개선된 터치 자동 초점 및 자동 노출 컨트롤러, 개선된 싱글 테이크 기능, 오브젝트 이레이저, 멀티 마이크 레코딩, 프라이빗 쉐어 등 많은 새로운 카메라 기능 개선 및 소프트웨어 구현이 포함되어 있다. 이 버전은 내장 메시지 앱을 구글 버전으로 교체한 첫 번째 버전이지만, 이는 2021년 이후 안드로이드 11 이상으로 출시된 휴대폰에만 해당되며, 터치위즈 출시 이후 존재했던 삼성에서 제공하는 구형 휴대폰의 메시지 앱은 오늘날까지도 남아 있다. S10 및 S20과 같은 구형 기기는 영향을 받지 않으며 구글의 메시지 앱을 포함하지 않는다.
One UI 3.1.1은 2021년 8월 11일 갤럭시 Z 폴드 3와 함께 처음 출시되었지만, 2021년 6월 18일 갤럭시 탭 S7 FE와 함께 처음 등장했다. 멀티 윈도우 및 작업 전환 기능이 향상되어 멀티태스킹이 더 쉬워졌으며, 폴더블폰 및 태블릿과 같은 대화면 기기를 활용할 수 있도록 더 많은 앱이 최적화되었다. 새로운 기능은 모든 지원 기기에 배포되었지만, 폴더블폰이나 태블릿으로 분류되지 않은 기기는 업데이트 후에도 소프트웨어 버전이 One UI 3.1로 계속 표시되었으므로, 이전 및 다음 One UI 릴리스와 달리 이 버전은 폴더블폰 및 태블릿에서만 사용할 수 있었다.

#### One UI 4
One UI 4.0은 안드로이드 12를 기반으로 하며, One UI의 4세대 버전으로 2021년 7월 19일 베타 테스트를 시작했다. 2021년 11월 15일부터 갤럭시 S21 시리즈에 공개 출시되었으며, 다른 지원 기기들은 2022년 1월에 출시되었다. 이 버전은 사용자 지정, 개인 정보 보호, 삼성의 확장되는 생태계 접근에 중점을 둔다.
One UI 4.1은 갤럭시 S22 시리즈와 함께 처음 출시되었다. 사소한 변경 사항이 있었지만, 스마트 캘린더와 같은 기능을 도입하고, 가상 RAM 용량 선택 옵션 (2, 4, 6 또는 8GB), 재설계된 팔레트 선택기, 스마트 위젯, 개별 좌우 오디오 밸런스, 추가 밝기 토글, 더 많은 카메라의 프로 모드, 야간 모드 인물 사진 및 기타 사소한 변경 사항을 추가했다.
One UI 4.1.1은 안드로이드 12L을 기반으로 하며, 폴더블폰과 같은 다른 폼팩터에 맞게 안드로이드 OS를 최적화했다. 2022년 8월 23일 갤럭시 Z 플립 4 및 갤럭시 Z 폴드 4와 함께 처음 출시되었다. 이 업데이트는 또한 삼성의 멀티태스킹 기능 및 폴더블 스마트폰 (갤럭시 Z 폴드 라인) 및 대화면 태블릿 (갤럭시 탭 라인)에 대한 최적화를 더욱 강화한다. 새로운 기능은 지원되는 바형 휴대폰에도 적용되었지만, 이 휴대폰들은 One UI 3.1.1과 마찬가지로 업데이트 후에도 소프트웨어 버전이 4.1로 계속 표시되었는데, 이는 이전 및 다음 One UI 릴리스와 달리 이 버전은 폴더블폰 및 태블릿에서만 사용할 수 있었기 때문이다.

#### One UI 5
One UI 5.0은 안드로이드 13을 기반으로 하며, One UI의 5세대 버전으로 2022년 10월 12일 발표되었다. 2022년 10월 28일부터 갤럭시 S22 시리즈에 공식 출시되었으며, 다른 기기들은 국가에 따라 몇 달 또는 몇 주 후에 업데이트를 받았다.
일부 기능 및 변경 사항에는 RAM Plus 기능을 완전히 끄는 기능(이전에는 2GB로만 제한 가능), IOS 16과 유사한 잠금 화면 사용자 지정 방식 재설계가 포함된다. Material You는 구글 및 삼성 앱 대부분과 Material You를 지원하는 일부 타사 앱으로 확장되었다. One UI 5는 또한 약간의 그라데이션과 미묘한 차이가 있는 새로 고쳐진 아이콘을 가져왔다.
One UI 5.1은 2023년 2월 1일 발표되었고 2023년 2월 13일 갤럭시 S23 시리즈와 함께 출시되었다. 이 버전은 많은 새로운 멀티태스킹 기능, 날씨, 새로운 배터리 위젯, 설정 및 스포티파이 제안, 카메라 및 갤러리 기능뿐만 아니라 셀카 색조 변경 기능, 향상된 이미지 리마스터링, 정보 표시 재설계와 같은 개선 사항을 가져왔다.
One UI 5.1.1은 2023년 7월 26일 갤럭시 Z 폴드 5, 갤럭시 Z 플립 5 및 갤럭시 탭 S9와 함께 출시되었다. 이 업데이트는 작업 표시줄에 표시되는 최근 앱의 수를 늘리고, 더 많은 앱에서 플렉스 모드 지원을 개선하며, 두 손으로 파일을 드래그 앤 드롭하여 전송할 수 있도록 하고, 팝업 모드에서 앱을 숨길 수 있는 기능 등 다양한 기능과 개선 사항을 제공한다. One UI 3.1.1 및 4.1.1 버전과 마찬가지로, 폴더블폰 및 태블릿에서만 사용할 수 있었다.

#### One UI 6
One UI 6.0은 안드로이드 14를 기반으로 한다. 2023년 10월 26일부터 갤럭시 S23 시리즈에 공식 출시되었으며, 다른 기기들은 국가에 따라 몇 주 또는 몇 달 후에 업데이트를 받았다.
이 업데이트에는 새로운 버튼 레이아웃으로 재설계된 빠른 패널, 밝기 설정에 대한 향상된 접근성 및 시간별 정렬이 가능한 새로운 알림 레이아웃이 포함된다. 기타 새로운 기능으로는 One UI Sans라는 새로운 기본 글꼴, 새로운 이모지 및 향상된 멀티태스킹 경험이 포함된다. 카메라 앱, 갤러리, 사진 편집기, 날씨 등 내장 삼성 애플리케이션도 더 많은 기능과 사용자 지정 기능을 추가하기 위해 업데이트되었다.
One UI 6.1은 2024년 1월 17일 갤럭시 S24 시리즈와 함께 출시되었다. 이 버전 및 이후 버전의 One UI는 주로 2022년 이후 판매된 플래그십 기기에서만 사용할 수 있는 새로운 AI 기반 기능을 포함한다. 이러한 기능은 "갤럭시 AI"로 마케팅되며 로컬 모델과 클라우드 기반 모델의 조합에 의존한다. 중국 대륙에서는 클라우드 파트너가 바이두이며 어니 모델을 제공하고, 국제 시장 (홍콩, 마카오, 대만 포함)에서는 클라우드 파트너가 구글이며 제미니 프로 모델을 제공한다.
모든 해당 기기에서 사용할 수 있는 기능에는 배터리 저하 방지를 위해 설계된 향상된 배터리 보호, 갤러리 및 인스타그램 및 스냅챗과 같은 소셜 미디어 앱에서 사진용 슈퍼 HDR, Always On Display에 잠금 화면 배경화면을 표시하는 옵션이 포함된다. 동시에 삼성의 퀵 쉐어와 구글의 니어바이 쉐어 기능의 통합이 발표되어 모든 갤럭시 사용자가 단일 솔루션을 사용하여 모든 안드로이드 및 윈도우 기기와 파일을 빠르게 전송할 수 있게 되었다.
One UI 6.1과 함께 출시되지는 않았지만, 삼성은 갤럭시 A55 출시와 함께 구글의 A/B Seamless Update 기술을 구현했다. 이 기술은 기기가 재시작될 때마다 부팅되는 보조 시스템 파티션에 업데이트를 설치하여 작동한다.
One UI 6.1.1은 2024년 7월 10일 Z 플립 6 및 Z 폴드 6와 함께 출시되었다. 이 업데이트에는 인물 사진 스튜디오, 제안 답장 및 스케치 투 이미지와 같은 여러 새로운 갤럭시 AI 기능이 포함된다. 다른 기기들은 갤럭시 S24 시리즈를 시작으로 이후에 업데이트를 받았다. 그러나, 접히지 않는 휴대폰은 One UI 5.1.1과 마찬가지로 업데이트 후에도 소프트웨어 버전이 6.1로 계속 표시되었는데, 이는 One UI의 주요 릴리스 중 ".1.1"로 보고되는 버전과 마찬가지로 폴더블폰 및 태블릿에서만 사용할 수 있었기 때문이다.

#### One UI 7
One UI 7.0은 2025년 1월 22일 S25 시리즈와 함께 출시되었으며 안드로이드 15를 기반으로 한다. 또한 2025년 4월 11일부터 갤럭시 S24 및 갤럭시 Z6 시리즈에 대한 업데이트로 공개 출시되었으며, 국가에 따라 출시일이 다르다.
이 업데이트는 One UI 경험의 완전한 개편을 특징으로 하며, One UI 역사상 첫 번째 주요 변화를 보여준다. 아이콘, 위젯, 카메라 앱, 잠금 화면이 모두 재설계되었으며, 빠른 패널은 기본적으로 두 개로 분리되었지만 (알림 패널 및 제어 패널) 이전 레이아웃으로 되돌릴 수 있다. 미국 갤럭시 모델에서는 삼성 메시지가 구글 메시지로 대체되어 RCS를 지원한다. 그러나 갤럭시 스토어에서 선택적으로 다운로드할 수 있다. PC용 DeX 및 다운로드 가능한 엣지 패널은 Windows와 연결 및 타사 대안을 위해 이 릴리스에서 더 이상 사용되지 않는다. 갤럭시 S10 시리즈 출시 이후 처음으로 새로운 벨소리 및 알림 소리가 추가되었다.
이 버전부터 삼성은 타이젠 기반 스마트 TV, 모니터, 프로젝터, 및 가전제품에 One UI를 기본 인터페이스로 도입했다.
2025년 6월 현재, One UI 7의 안정적인 배포는 거의 모든 기존 기기에 대부분의 국가에서 적용되었다. 갤럭시 S25 시리즈, A25 (일본 버전), A06 5G, A26, A36, A56, M06 (LTE/5G), F06 5G (LTE/5G), M16 (LTE/5G), M56, F16 (LTE/5G), XCover7 Pro, Tab S10 FE/FE+ 및 Tab Active5 Pro만이 One UI 7이 사전 설치된 기기이다.
삼성은 2024년 12월 5일 미국, 대한민국, 독일에서 베타 프로그램을 시작했다. 이 베타는 처음에는 갤럭시 S24 시리즈 (S24 FE 제외)용으로 출시되었지만, 2025년 3월 6일 Z 폴드6 및 Z 플립6, 3월 13일 S23 시리즈 (S23 FE 제외) 및 탭 S10 시리즈, 그리고 4월 5일 인도, 대한민국, 영국, 미국에서 A55용으로 확장되었다.

#### One UI 8
One UI 8.0은 2025년 5월 28일 갤럭시 S25 시리즈에서 대한민국, 미국, 영국, 독일에서 베타 테스트를 시작했으며, 안드로이드 16을 기반으로 한다. 2025년 7월 9일 갤럭시 Z 플립 7, Z 플립 7 FE 및 갤럭시 Z 폴드 7과 함께 공식 출시되었으며, 갤럭시 S25 시리즈를 시작으로 다른 기기들도 이후에 업데이트를 받을 것으로 예상된다.

### One UI Watch
| 버전                                                            | 초기 출시일      | OS 버전        |
| --------------------------------------------------------------- | ---------------- | -------------- |
| One UI Watch 1.0                                                | 2019년 5월 17일  | 타이젠 4.0.0.4 |
| One UI Watch 1.2                                                | 2019년 7월 23일  | 타이젠 4.0.0.5 |
| One UI Watch 1.5                                                | 2019년 11월 19일 | 타이젠 4.0.0.7 |
| One UI Watch 2.0                                                | 2020년 8월 6일   | 타이젠 5.5.0.1 |
| One UI Watch 3.0                                                | 2021년 8월 27일  | 웨어 OS 3.0    |
| One UI Watch 3.0                                                | 2022년 2월 9일   | 웨어 OS 3.1    |
| One UI Watch 4.0                                                | 2022년 2월 9일   | 웨어 OS 3.2    |
| One UI Watch 4.5                                                | 2022년 8월 26일  | 웨어 OS 3.5    |
| One UI Watch 5.0                                                | 2023년 8월 11일  | 웨어 OS 4.0    |
| One UI Watch 6.0                                                | 2024년 7월 19일  | 웨어 OS 5.0    |
| One UI Watch 8.0                                                | 2025년 7월 25일  | 웨어 OS 6.0    |
| 범례:오래된 버전오래된 버전, 지원 중최신 버전최신 미리보기 버전 |                  |                |

## 소프트웨어 지원
One UI 출시 이전에는 삼성은 대부분의 기기에 대해 2년의 OS 업그레이드와 3년 또는 4년의 보안 업데이트만 제공했다. 그 이후 삼성은 2020년 8월 5일 (갤럭시 언팩 행사 중 발표됨)부터 소프트웨어 지원을 확대하여 3년의 OS (및 One UI) 업그레이드와 4년의 보안 업데이트를 제공했다. 그런 다음 2022년 2월 9일 (또한 갤럭시 언팩 행사 중 발표됨)에는 업데이트 지원을 4년의 OS (및 One UI) 업그레이드와 5년의 보안 업데이트로 늘렸다. 그리고 2024년 1월 17일 (갤럭시 S24 시리즈를 공개하는 갤럭시 언팩 행사 중 발표됨)에는 플래그십 기기에 대해 7년의 OS 업그레이드와 보안 업데이트를 모두 제공하기 시작하여, 7년 지원을 제공하는 두 번째 제조업체가 되었다 (처음으로 7년 지원을 제공한 브랜드는 픽셀 8 라인업 출시와 함께 구글이었다).
어떤 언팩 행사에서도 발표되지 않았지만, 삼성은 2025년부터 A0x/M0x/F0x 라인업 이상의 중급 기기에 대한 소프트웨어 지원을 조용히 확대하여 갤럭시 A16, 갤럭시 A26, A36, A56를 시작으로 6년의 OS 및 보안 업데이트를 제공하고, 갤럭시 A06 5G 및 그 리브랜딩 버전인 갤럭시 F06 5G (인도 판매), 갤럭시 M06 5G (일부 국가에서 온라인 판매), 갤럭시 A25 (일본 버전)를 시작으로 A0x/M0x/F0x 라인업에는 4년의 OS 및 보안 업데이트를 제공하기 시작했다.
갤럭시 북 기기는 Windows 지원 수명 주기에 따른다. 삼성은 Windows 기능 업데이트를 제한할 수 있는 통제권이 없으며 마이크로소프트는 컴퓨터의 기능 업데이트를 제한하지 않는다.
| 기기 시리즈 | 기기 시리즈      | OS 업그레이드 3회 보안 업데이트 4년                        | OS 업그레이드 4회 보안 업데이트 5년                                       | OS 업그레이드 6회 보안 업데이트 6년     | OS 업그레이드 7회 보안 업데이트 7년    |
| ----------- | ---------------- | ---------------------------------------------------------- | ------------------------------------------------------------------------- | --------------------------------------- | -------------------------------------- |
| 스마트폰    | 갤럭시 S         | S10 및 S20 라인업 (S20 FE 2022년 버전 제외)                | S21, S22, S23 라인업 (FE 모델 포함)                                       |                                         | S24 라인업 및 이후 기기 (FE 모델 포함) |
| 스마트폰    | 갤럭시 노트      | 노트10 및 노트20 라인업                                    |                                                                           |                                         |                                        |
| 스마트폰    | 갤럭시 Z         | 폴드, Z 폴드 2, Z 플립/플립 5G                             | Z 플립/폴드 3 ~ Z 플립/폴드 5                                             | Z 플립/폴드 6 및 이후 기기              |                                        |
| 스마트폰    | 갤럭시 A         | A42 5G A51/A51 5G (UW) A52/A52s A71/A71 5G (UW) A82 A90 5G | A06 5G 및 이후 기기 A15 (LTE/5G) A24, A25 A33, A34, A35 A53, A54, A55 A73 | A16 (LTE/5G) A26, A36, A56 및 이후 기기 |                                        |
| 스마트폰    | 갤럭시 M         | M14 M33 M53                                                | M06 5G 및 이후 기기 M15 M34, M35 M54, M55                                 | M16 (LTE/5G), M36, M56, 및 이후 기기    |                                        |
| 스마트폰    | 갤럭시 F         |                                                            | F06 5G 및 이후 기기 F15 F34, F35 F54, F55                                 | F16 F56, 및 이후 기기                   |                                        |
| 스마트폰    | 갤럭시 엑스커버  | 엑스커버 프로, 엑스커버 5                                  | 엑스커버 6 프로, 엑스커버 7                                               |                                         |                                        |
| 태블릿      | 갤럭시 탭 S      | 탭 S6, 탭 S7 탭 S6 라이트 (2020)                           | 탭 S6 라이트 (2022 & 2024) 탭 S8, 탭 S9 (FE 모델 포함)                    | 탭 S10 및 이후 기기 (FE 모델 포함)      |                                        |
| 태블릿      | 갤럭시 탭 A      | 탭 A7 라이트, 탭 A8, 및 이후 기기                          |                                                                           |                                         |                                        |
| 태블릿      | 갤럭시 탭 액티브 | 탭 액티브 3 및 탭 액티브 4 프로                            | 탭 액티브 5 및 이후 기기                                                  |                                         |                                        |
| 갤럭시 워치 | 갤럭시 워치      |                                                            | 갤럭시 워치 4 시리즈 및 이후 스마트워치                                   |                                         |                                        |

## One UI를 실행하는 기기
| 이 섹션을 확인하는 출처 |
| --- |
| 삼성 기기의 최신 OS 버전을 확인하려면: - doc.samsungmobile.com/[모델 번호]/[국가별 코드]/doc.html - 모델 번호: 관련 위키백과 페이지 및 검색 엔진을 사용하여 찾을 수 있다. - 국가별 코드 (CSC): 지역 펌웨어를 구분하기 위해 삼성이 지정한 코드 - 코드는 검색 엔진을 사용하거나 이 예시를 사용하여 찾을 수 있다. 예시: 갤럭시 S25 울트라 국제 (유럽) 버전: https://doc.samsungmobile.com/SM-S938B/EUX/doc.html 기기가 여전히 지원되는지 확인하려면: - 삼성 모바일 보안: 사이트는 일반적으로 지원이 종료된 기기 이름을 통지 없이 제거한다. - 모델 이름: 검색 엔진을 사용하여 찾을 수 있다. |

| 범례: | 지원 중단 | 보안 업데이트만 | 지원됨 | 예정 |

### 스마트폰

#### 현재 시리즈

##### 갤럭시 S 시리즈(2017년−)
| 기기                              | 원본 버전              | 현재 버전  | 상태            | 참고 자료     |
| --------------------------------- | ---------------------- | ---------- | --------------- | ------------- |
| 갤럭시 S8 / S8+ / S8 액티브       | Samsung Experience 8.1 | One UI 1.0 | 지원 중단       | [ 86 ] [ 87 ] |
| 갤럭시 S9 / S9+                   | Samsung Experience 9.0 | One UI 2.5 | 지원 중단       | [ 88 ] [ 89 ] |
| 갤럭시 S10e / S10 / S10+ / S10 5G | One UI 1.1             | One UI 4.1 | 지원 중단       | [ 90 ] [ 91 ] |
| 갤럭시 S10 라이트                 | One UI 2.0             | One UI 5.1 | 지원 중단       | [ 92 ] [ 93 ] |
| 갤럭시 S20 / S20+ / S20 울트라    | One UI 2.1             | One UI 5.1 | 지원 중단       | [ 94 ] [ 95 ] |
| 갤럭시 S20 FE                     | One UI 2.5             | One UI 5.1 | 보안 업데이트만 | [ 96 ]        |
| 갤럭시 S20 FE (2022)              | One UI 4.1             | One UI 5.1 | 보안 업데이트만 |               |
| 갤럭시 S21 / S21+ / S21 울트라    | One UI 3.1             | One UI 7.0 | 보안 업데이트만 |               |
| 갤럭시 S21 FE                     | One UI 4.0             | One UI 7.0 | 지원됨          |               |
| 갤럭시 S22 / S22+ / S22 울트라    | One UI 4.1             | One UI 7.0 | 지원됨          |               |
| 갤럭시 S23 / S23+ / S23 울트라    | One UI 5.1             | One UI 7.0 | 지원됨          |               |
| 갤럭시 S23 FE                     | One UI 5.1             | One UI 7.0 | 지원됨          |               |
| 갤럭시 S24 / S24+ / S24 울트라    | One UI 6.1             | One UI 7.0 | 지원됨          |               |
| 갤럭시 S24 FE                     | One UI 6.1             | One UI 7.0 | 지원됨          | [ 97 ]        |
| 갤럭시 S25 / S25+ / S25 울트라    | One UI 7.0             | One UI 7.0 | 지원됨          |               |
| 갤럭시 S25 엣지                   | One UI 7.0             | One UI 7.0 | 지원됨          |               |

##### 갤럭시 Z 시리즈(2019년−)
| 기기                                        | 원본 버전    | 현재 버전    | 상태            | 참고 자료       |
| ------------------------------------------- | ------------ | ------------ | --------------- | --------------- |
| 갤럭시 폴드 / 폴드 5G / W20 5G (중국)       | One UI 1.1   | One UI 4.1.1 | 지원 중단       | [ 98 ] [ 99 ]   |
| 갤럭시 Z 플립 / Z 플립 5G / W20 플립 (중국) | One UI 2.1   | One UI 5.1.1 | 지원 중단       | [ 100 ] [ 101 ] |
| 갤럭시 Z 폴드2 / W21 (중국)                 | One UI 2.5   | One UI 5.1.1 | 지원 중단       | [ 102 ] [ 103 ] |
| 갤럭시 Z 폴드3 / W22 (중국)                 | One UI 3.1.1 | One UI 7.0   | 보안 업데이트만 |                 |
| 갤럭시 Z 플립3                              | One UI 3.1.1 | One UI 7.0   | 보안 업데이트만 |                 |
| 갤럭시 Z 폴드4 / W23 (중국)                 | One UI 4.1.1 | One UI 7.0   | 지원됨          |                 |
| 갤럭시 Z 플립4 / W23 플립 (중국)            | One UI 4.1.1 | One UI 7.0   | 지원됨          |                 |
| 갤럭시 Z 폴드5 / W24 (중국)                 | One UI 5.1.1 | One UI 7.0   | 지원됨          |                 |
| 갤럭시 Z 플립5 / W24 플립 (중국)            | One UI 5.1.1 | One UI 7.0   | 지원됨          |                 |
| 갤럭시 Z 폴드6                              | One UI 6.1.1 | One UI 7.0   | 지원됨          |                 |
| 갤럭시 Z 플립6 / W25 플립 (중국)            | One UI 6.1.1 | One UI 7.0   | 지원됨          |                 |
| 갤럭시 Z 폴드 스페셜 에디션 / W25 (중국)    | One UI 6.1.1 | One UI 7.0   | 지원됨          |                 |
| 갤럭시 Z 폴드7                              | One UI 8.0   | One UI 8.0   | 예정            |                 |
| 갤럭시 Z 플립7 / 플립7 FE                   | One UI 8.0   | One UI 8.0   | 예정            |                 |

##### 갤럭시 A 시리즈(2017년−)
| 세대 | 기기                                           | 원본 버전              | 현재 버전       | 상태            | 참고 자료       |
| ---- | ---------------------------------------------- | ---------------------- | --------------- | --------------- | --------------- |
| Ax   | 갤럭시 A8 / A8+ (2018)                         | Samsung Experience 8.5 | One UI 1.0      | 지원 중단       | [ 104 ] [ 105 ] |
| Ax   | 갤럭시 A6 / A6+ (2018)                         | Samsung Experience 9.0 | One UI 2.0      | 지원 중단       | [ 106 ] [ 107 ] |
| Ax   | 갤럭시 A7 (2018)                               | Samsung Experience 9.0 | One UI 2.0      | 지원 중단       | [ 108 ]         |
| Ax   | 갤럭시 A8 스타 (2018) / A9 스타                | Samsung Experience 9.0 | One UI 2.0      | 지원 중단       | [ 109 ]         |
| Ax   | 갤럭시 A9 (2018)                               | Samsung Experience 9.0 | One UI 2.0      | 지원 중단       | [ 110 ]         |
| Ax   | 갤럭시 A8s (중국) / A9 프로 (2019) (한국)      | Samsung Experience 9.5 | One UI 2.0      | 지원 중단       | [ 111 ]         |
| Ax0  | 갤럭시 A10                                     | One UI 1.1             | One UI 3.1      | 지원 중단       | [ 112 ] [ 113 ] |
| Ax0  | 갤럭시 A10e / A20 (일본)                       | One UI 1.1             | One UI 3.1      | 지원 중단       | [ 114 ]         |
| Ax0  | 갤럭시 A10s                                    | One UI Core 1.1        | One UI Core 3.1 | 지원 중단       | [ 115 ]         |
| Ax0  | 갤럭시 A20 / 와이드4                           | One UI 1.1             | One UI 3.1      | 지원 중단       | [ 116 ] [ 113 ] |
| Ax0  | 갤럭시 A20e                                    | One UI 1.1             | One UI 3.1      | 지원 중단       | [ 117 ]         |
| Ax0  | 갤럭시 A20s                                    | One UI Core 1.1        | One UI Core 3.1 | 지원 중단       | [ 118 ] [ 119 ] |
| Ax0  | 갤럭시 A30                                     | One UI 1.1             | One UI 3.1      | 지원 중단       | [ 120 ] [ 121 ] |
| Ax0  | 갤럭시 A30s                                    | One UI 1.5             | One UI 3.1      | 지원 중단       | [ 122 ] [ 119 ] |
| Ax0  | 갤럭시 A40                                     | One UI 1.1             | One UI 3.1      | 지원 중단       | [ 123 ] [ 113 ] |
| Ax0  | 갤럭시 A40s                                    | Samsung Experience 9.5 | One UI 2.0      | 지원 중단       |                 |
| Ax0  | 갤럭시 A50                                     | One UI 1.1             | One UI 3.1      | 지원 중단       | [ 124 ] [ 121 ] |
| Ax0  | 갤럭시 A50s                                    | One UI 1.5             | One UI 3.1      | 지원 중단       | [ 125 ] [ 119 ] |
| Ax0  | 갤럭시 A60                                     | One UI 1.1             | One UI 3.1      | 지원 중단       | [ 126 ] [ 127 ] |
| Ax0  | 갤럭시 A70                                     | One UI 1.1             | One UI 3.1      | 지원 중단       | [ 128 ]         |
| Ax0  | 갤럭시 A70s                                    | One UI 1.1             | One UI 3.1      | 지원 중단       | [ 129 ] [ 119 ] |
| Ax0  | 갤럭시 A80                                     | One UI 1.1             | One UI 3.1      | 지원 중단       | [ 123 ] [ 130 ] |
| Ax0  | 갤럭시 A90 5G                                  | One UI 1.5             | One UI 4.1      | 지원 중단       | [ 131 ]         |
| Ax1  | 갤럭시 A01                                     | One UI Core 2.0        | One UI Core 4.1 | 지원 중단       | [ 132 ] [ 133 ] |
| Ax1  | 갤럭시 A11                                     | One UI Core 2.0        | One UI Core 4.1 | 지원 중단       | [ 134 ] [ 135 ] |
| Ax1  | 갤럭시 A21                                     | One UI Core 2.1        | One UI Core 4.1 | 지원 중단       | [ 136 ] [ 137 ] |
| Ax1  | 갤럭시 A21s                                    | One UI Core 2.1        | One UI Core 4.1 | 지원 중단       | [ 138 ] [ 139 ] |
| Ax1  | 갤럭시 A31                                     | One UI 2.1             | One UI 4.1      | 지원 중단       | [ 140 ] [ 135 ] |
| Ax1  | 갤럭시 A41                                     | One UI 2.1             | One UI 4.1      | 지원 중단       | [ 141 ] [ 142 ] |
| Ax1  | 갤럭시 A51                                     | One UI 2.0             | One UI 5.1      | 지원 중단       |                 |
| Ax1  | 갤럭시 A51 5G                                  | One UI 2.1             | One UI 5.1      | 지원 중단       | [ 142 ]         |
| Ax1  | 갤럭시 A71                                     | One UI 2.0             | One UI 5.1      | 지원 중단       | [ 135 ]         |
| Ax1  | 갤럭시 A71 5G / A 퀀텀 (한국)                  | One UI 2.1             | One UI 5.1      | 지원 중단       |                 |
| Ax2  | 갤럭시 A02                                     | One UI Core 2.5        | One UI Core 3.1 | 지원 중단       | [ 143 ] [ 144 ] |
| Ax2  | 갤럭시 A02s                                    | One UI Core 2.5        | One UI Core 4.1 | 지원 중단       |                 |
| Ax2  | 갤럭시 A12                                     | One UI Core 2.5        | One UI Core 4.1 | 지원 중단       |                 |
| Ax2  | 갤럭시 A12 나쵸                                | One UI Core 3.1        | One UI Core 5.1 | 지원 중단       |                 |
| Ax2  | 갤럭시 A22                                     | One UI Core 3.1        | One UI Core 5.1 | 보안 업데이트만 |                 |
| Ax2  | 갤럭시 A22 5G / 버디 (한국)                    | One UI Core 3.1        | One UI Core 5.1 | 보안 업데이트만 |                 |
| Ax2  | 갤럭시 A32                                     | One UI 3.1             | One UI 5.1      | 지원 중단       |                 |
| Ax2  | 갤럭시 A32 5G / 점프 (한국)                    | One UI 3.1             | One UI 5.1      | 지원 중단       |                 |
| Ax2  | 갤럭시 A42 5G (한국 & 미국)                    | One UI 3.0             | One UI 5.1      | 지원 중단       |                 |
| Ax2  | 갤럭시 A42 5G (글로벌)                         | One UI 2.5             | One UI 4.1      | 지원 중단       |                 |
| Ax2  | 갤럭시 A52                                     | One UI 3.1             | One UI 6.1      | 지원 중단       |                 |
| Ax2  | 갤럭시 A52 5G                                  | One UI 3.1             | One UI 6.1      | 지원 중단       |                 |
| Ax2  | 갤럭시 A52s 5G                                 | One UI 3.1             | One UI 6.1      | 보안 업데이트만 |                 |
| Ax2  | 갤럭시 A72 5G                                  | One UI 3.1             | One UI 6.1      | 지원 중단       |                 |
| Ax2  | 갤럭시 A82 5G / 퀀텀2 (한국)                   | One UI 3.1             | One UI 6.1      | 지원 중단       |                 |
| Ax3  | 갤럭시 A03                                     | One UI Core 3.1        | One UI Core 5.1 | 보안 업데이트만 |                 |
| Ax3  | 갤럭시 A03s                                    | One UI Core 3.1        | One UI Core 5.1 | 보안 업데이트만 |                 |
| Ax3  | 갤럭시 A13 LTE 및 5G (글로벌)                  | One UI Core 4.1        | One UI 6.1      | 보안 업데이트만 |                 |
| Ax3  | 갤럭시 A13 5G (캐나다 & 미국) / 와이드6 (한국) | One UI Core 3.1        | One UI 6.1      | 보안 업데이트만 | [ 145 ]         |
| Ax3  | 갤럭시 A23                                     | One UI 4.1             | One UI 6.1      | 보안 업데이트만 |                 |
| Ax3  | 갤럭시 A23 5G (글로벌)                         | One UI 4.1             | One UI 6.1      | 보안 업데이트만 |                 |
| Ax3  | 갤럭시 A23 5G (일본)                           | One UI Core 4.0        | One UI 6.1      | 보안 업데이트만 |                 |
| Ax3  | 갤럭시 A33 5G                                  | One UI 4.1             | One UI 7.0      | 지원됨          |                 |
| Ax3  | 갤럭시 A53 5G                                  | One UI 4.1             | One UI 7.0      | 지원됨          |                 |
| Ax3  | 갤럭시 A73 5G                                  | One UI 4.1             | One UI 7.0      | 지원됨          |                 |
| Ax4  | 갤럭시 A04                                     | One UI Core 4.1        | One UI 6.1      | 보안 업데이트만 |                 |
| Ax4  | 갤럭시 A04e                                    | One UI Core 4.1        | One UI 6.1      | 보안 업데이트만 |                 |
| Ax4  | 갤럭시 A04s                                    | One UI Core 4.1        | One UI 6.1      | 보안 업데이트만 |                 |
| Ax4  | 갤럭시 A14                                     | One UI Core 5.1        | One UI 7.0      | 보안 업데이트만 |                 |
| Ax4  | 갤럭시 A14 5G                                  | One UI Core 5.0        | One UI 7.0      | 보안 업데이트만 | [ 146 ]         |
| Ax4  | 갤럭시 A24                                     | One UI 5.1             | One UI 7.0      | 지원됨          |                 |
| Ax4  | 갤럭시 A34 5G                                  | One UI 5.1             | One UI 7.0      | 지원됨          |                 |
| Ax4  | 갤럭시 A54 5G / 퀀텀4 (한국)                   | One UI 5.1             | One UI 7.0      | 지원됨          |                 |
| Ax5  | 갤럭시 A05                                     | One UI Core 5.1        | One UI 7.0      | 보안 업데이트만 |                 |
| Ax5  | 갤럭시 A05s                                    | One UI Core 5.1        | One UI 7.0      | 보안 업데이트만 |                 |
| Ax5  | 갤럭시 A15                                     | One UI 6.0             | One UI 7.0      | 지원됨          |                 |
| Ax5  | 갤럭시 A15 5G                                  | One UI 6.0             | One UI 7.0      | 지원됨          |                 |
| Ax5  | 갤럭시 A25 5G                                  | One UI 6.0             | One UI 7.0      | 지원됨          |                 |
| Ax5  | 갤럭시 A35 5G                                  | One UI 6.1             | One UI 7.0      | 지원됨          |                 |
| Ax5  | 갤럭시 A55 5G / 퀀텀5 (한국)                   | One UI 6.1             | One UI 7.0      | 지원됨          |                 |
| Ax6  | 갤럭시 A06                                     | One UI 6.1             | One UI 7.0      | 지원됨          |                 |
| Ax6  | 갤럭시 A06 5G / 갤럭시 A25 5G (일본)           | One UI 7.0             | One UI 7.0      | 지원됨          |                 |
| Ax6  | 갤럭시 A16                                     | One UI 6.1             | One UI 7.0      | 지원됨          |                 |
| Ax6  | 갤럭시 A16 5G                                  | One UI 6.1             | One UI 7.0      | 지원됨          |                 |
| Ax6  | 갤럭시 A26 5G                                  | One UI 7.0             | One UI 7.0      | 지원됨          |                 |
| Ax6  | 갤럭시 A36 5G                                  | One UI 7.0             | One UI 7.0      | 지원됨          |                 |
| Ax6  | 갤럭시 A56 5G                                  | One UI 7.0             | One UI 7.0      | 지원됨          |                 |

##### 갤럭시 엑스커버 시리즈(2017년−)
| 기기                   | 원본 버전              | 현재 버전       | 상태      | 참고 자료 |
| ---------------------- | ---------------------- | --------------- | --------- | --------- |
| 갤럭시 엑스커버 4      | Samsung Experience 8.0 | One UI 1.0      | 지원 중단 |           |
| 갤럭시 엑스커버 4s     | One UI 1.1             | One UI 3.1      | 지원 중단 | [ 148 ]   |
| 갤럭시 엑스커버 프로   | One UI Core 2.0        | One UI Core 5.1 | 지원 중단 | [ 149 ]   |
| 갤럭시 엑스커버 5      | One UI 3.1             | One UI 6.1      | 지원 중단 |           |
| 갤럭시 엑스커버 6 프로 | One UI 4.1             | One UI 7.0      | 지원됨    |           |
| 갤럭시 엑스커버 7      | One UI 6.0             | One UI 7.0      | 지원됨    |           |
| 갤럭시 엑스커버 7 프로 | One UI 7.0             | One UI 7.0      | 지원됨    |           |

##### 갤럭시 M 시리즈(2019년−)
| 세대 | 기기                            | 원본 버전              | 현재 버전       | 상태            | 참고 자료 |
| ---- | ------------------------------- | ---------------------- | --------------- | --------------- | --------- |
| Mx0  | 갤럭시 M10                      | Samsung Experience 9.5 | One UI Core 2.0 | 지원 중단       |           |
| Mx0  | 갤럭시 M10s                     | One UI Core 1.1        | One UI Core 3.1 | 지원 중단       |           |
| Mx0  | 갤럭시 M20                      | Samsung Experience 9.5 | One UI Core 2.0 | 지원 중단       |           |
| Mx0  | 갤럭시 M30                      | Samsung Experience 9.5 | One UI Core 2.0 | 지원 중단       |           |
| Mx0  | 갤럭시 M30s                     | One UI Core 1.1        | One UI Core 3.1 | 지원 중단       |           |
| Mx0  | 갤럭시 M40                      | One UI Core 1.1        | One UI Core 3.1 | 지원 중단       |           |
| Mx1  | 갤럭시 M01                      | One UI Core 2.0        | One UI Core 4.1 | 지원 중단       |           |
| Mx1  | 갤럭시 M01s                     | One UI Core 1.1        | One UI Core 3.1 | 지원 중단       |           |
| Mx1  | 갤럭시 M11                      | One UI Core 2.0        | One UI Core 4.1 | 지원 중단       |           |
| Mx1  | 갤럭시 M21                      | One UI Core 2.0        | One UI Core 4.1 | 지원 중단       |           |
| Mx1  | 갤럭시 M21s                     | One UI Core 2.0        | One UI Core 4.1 | 지원 중단       |           |
| Mx1  | 갤럭시 M21 프라임 에디션 (2021) | One UI Core 3.1        | One UI Core 5.1 | 보안 업데이트만 | [ 150 ]   |
| Mx1  | 갤럭시 M31                      | One UI Core 2.0        | One UI Core 4.1 | 지원 중단       |           |
| Mx1  | 갤럭시 M31s                     | One UI Core 2.1        | One UI Core 4.1 | 지원 중단       |           |
| Mx1  | 갤럭시 M51                      | One UI Core 2.1        | One UI Core 4.1 | 지원 중단       |           |
| Mx2  | 갤럭시 M02                      | One UI Core 2.5        | One UI Core 4.1 | 지원 중단       |           |
| Mx2  | 갤럭시 M02s                     | One UI Core 2.5        | One UI Core 4.1 | 지원 중단       |           |
| Mx2  | 갤럭시 M12                      | One UI Core 3.1        | One UI Core 5.1 | 지원 중단       |           |
| Mx2  | 갤럭시 M22                      | One UI Core 3.1        | One UI Core 5.1 | 보안 업데이트만 |           |
| Mx2  | 갤럭시 M32                      | One UI 3.1             | One UI 5.1      | 보안 업데이트만 |           |
| Mx2  | 갤럭시 M32 5G                   | One UI 3.1             | One UI 5.1      | 보안 업데이트만 |           |
| Mx2  | 갤럭시 M42 5G                   | One UI 3.1             | One UI 5.1      | 지원 중단       |           |
| Mx2  | 갤럭시 M52 5G                   | One UI 3.1             | One UI 5.1      | 보안 업데이트만 |           |
| Mx2  | 갤럭시 M62                      | One UI 3.1             | One UI 5.1      | 지원 중단       |           |
| Mx3  | 갤럭시 M13                      | One UI Core 4.1        | One UI 6.1      | 보안 업데이트만 |           |
| Mx3  | 갤럭시 M13 5G                   | One UI Core 4.1        | One UI 6.1      | 보안 업데이트만 |           |
| Mx3  | 갤럭시 M23 5G / 버디2 (한국)    | One UI 4.1             | One UI 6.1      | 보안 업데이트만 |           |
| Mx3  | 갤럭시 M33 5G / 점프2 (한국)    | One UI 4.1             | One UI 7.0      | 보안 업데이트만 |           |
| Mx3  | 갤럭시 M53 5G / 퀀텀3 (한국)    | One UI 4.1             | One UI 7.0      | 보안 업데이트만 |           |
| Mx4  | 갤럭시 M04                      | One UI Core 4.1        | One UI 6.1      | 보안 업데이트만 |           |
| Mx4  | 갤럭시 M14                      | One UI Core 5.1        | One UI 7.0      | 보안 업데이트만 |           |
| Mx4  | 갤럭시 M14 5G                   | One UI Core 5.1        | One UI 6.1      | 보안 업데이트만 |           |
| Mx4  | 갤럭시 M34 5G                   | One UI 5.1             | One UI 7.0      | 지원됨          |           |
| Mx4  | 갤럭시 M44 / 점프3 (한국)       | One UI 5.1             | One UI 7.0      | 지원됨          |           |
| Mx4  | 갤럭시 M54 5G                   | One UI 5.1             | One UI 7.0      | 지원됨          |           |
| Mx5  | 갤럭시 M05                      | One UI 6.0             | One UI 6.1      | 지원됨          |           |
| Mx5  | 갤럭시 M15 5G / 와이드7 (한국)  | One UI 6.0             | One UI 7.0      | 지원됨          |           |
| Mx5  | 갤럭시 M35 5G                   | One UI 6.1             | One UI 7.0      | 지원됨          |           |
| Mx5  | 갤럭시 M55 5G                   | One UI 6.1             | One UI 7.0      | 지원됨          |           |
| Mx5  | 갤럭시 M55s 5G                  | One UI 6.1             | One UI 7.0      | 지원됨          |           |
| Mx6  | 갤럭시 M06 5G                   | One UI 7.0             | One UI 7.0      | 지원됨          |           |
| Mx6  | 갤럭시 M16 5G                   | One UI 6.1             | One UI 7.0      | 지원됨          | [ 151 ]   |
| Mx6  | 갤럭시 M56 5G                   | One UI 7.0             | One UI 7.0      | 지원됨          |           |

##### 갤럭시 F 시리즈(2020년−)
| 세대 | 기기                           | 원본 버전       | 현재 버전       | 상태            |
| ---- | ------------------------------ | --------------- | --------------- | --------------- |
| Fx1  | 갤럭시 F41                     | One UI Core 2.1 | One UI Core 4.1 | 지원 중단       |
| Fx2  | 갤럭시 F02s                    | One UI Core 2.1 | One UI Core 4.1 | 지원 중단       |
| Fx2  | 갤럭시 F12                     | One UI Core 3.1 | One UI Core 5.1 | 지원 중단       |
| Fx2  | 갤럭시 F22                     | One UI Core 3.1 | One UI Core 5.1 | 보안 업데이트만 |
| Fx2  | 갤럭시 F42 5G / 와이드5 (한국) | One UI Core 3.1 | One UI Core 5.1 | 보안 업데이트만 |
| Fx2  | 갤럭시 F52 5G                  | One UI 3.1      | One UI 5.1      | 보안 업데이트만 |
| Fx2  | 갤럭시 F62                     | One UI 3.1      | One UI 5.1      | 지원 중단       |
| Fx3  | 갤럭시 F13                     | One UI Core 4.1 | One UI 6.1      | 보안 업데이트만 |
| Fx3  | 갤럭시 F23 5G                  | One UI Core 4.1 | One UI 6.1      | 보안 업데이트만 |
| Fx4  | 갤럭시 F04                     | One UI Core 4.1 | One UI 6.1      | 보안 업데이트만 |
| Fx4  | 갤럭시 F14                     | One UI Core 5.1 | One UI 7.0      | 보안 업데이트만 |
| Fx4  | 갤럭시 F14 5G                  | One UI Core 5.1 | One UI 6.1      | 지원됨          |
| Fx4  | 갤럭시 F34 5G                  | One UI 5.1      | One UI 7.0      | 지원됨          |
| Fx4  | 갤럭시 F54 5G                  | One UI 5.1      | One UI 7.0      | 지원됨          |
| Fx5  | 갤럭시 F05                     | One UI 6.0      | One UI 6.1      | 지원됨          |
| Fx5  | 갤럭시 F15 5G                  | One UI 6.0      | One UI 7.0      | 지원됨          |
| Fx5  | 갤럭시 F55 5G / C55 5G (중국)  | One UI 6.1      | One UI 7.0      | 지원됨          |
| Fx6  | 갤럭시 F06 5G                  | One UI 7.0      | One UI 7.0      | 지원됨          |
| Fx6  | 갤럭시 F16 5G                  | One UI 7.0      | One UI 7.0      | 지원됨          |
| Fx6  | 갤럭시 F56 5G                  | One UI 7.0      | One UI 7.0      | 지원됨          |

#### 이전 시리즈

##### 갤럭시 노트 시리즈(2017년−2020년)
| 기기                          | 원본 버전              | 현재 버전  | 상태            | 참고 자료 |
| ----------------------------- | ---------------------- | ---------- | --------------- | --------- |
| 갤럭시 노트 FE                | Samsung Experience 8.1 | One UI 1.0 | 지원 중단       | [ 152 ]   |
| 갤럭시 노트8                  | Samsung Experience 8.5 | One UI 1.0 | 지원 중단       | [ 153 ]   |
| 갤럭시 노트9                  | Samsung Experience 9.5 | One UI 2.5 | 지원 중단       | [ 154 ]   |
| 갤럭시 노트10 / 노트10+       | One UI 1.5             | One UI 4.1 | 지원 중단       | [ 98 ]    |
| 갤럭시 노트10 라이트          | One UI 2.0             | One UI 5.1 | 지원 중단       | [ 155 ]   |
| 갤럭시 노트20 / 노트20 울트라 | One UI 2.5             | One UI 5.1 | 보안 업데이트만 | [ 156 ]   |

##### 갤럭시 J 시리즈(2017년−2018년)
| 기기                                  | 원본 버전              | 현재 버전  | 참고 자료 |
| ------------------------------------- | ---------------------- | ---------- | --------- |
| 갤럭시 J3 (2017) / J3 프로            | Samsung Experience 8.1 | One UI 1.1 | [ 157 ]   |
| 갤럭시 J5 (2017) / J5 프로            | Samsung Experience 8.1 | One UI 1.1 | [ 158 ]   |
| 갤럭시 J7 (2017) / J7 프로            | Samsung Experience 8.1 | One UI 1.1 | [ 159 ]   |
| 갤럭시 J7 코어 / J7 네오 / J7 넥스트  | Samsung Experience 8.1 | One UI 1.1 | [ 160 ]   |
| 갤럭시 J7 프라임 (2018) / J7 프라임 2 | Samsung Experience 8.1 | One UI 1.1 | [ 161 ]   |
| 갤럭시 J7 크라운                      | Samsung Experience 9.0 | One UI 1.1 |           |
| 갤럭시 J7 듀오                        | Samsung Experience 9.0 | One UI 2.0 | [ 162 ]   |
| 갤럭시 J7 (2018) 미국 / 와이드3       | Samsung Experience 9.0 | One UI 2.0 | [ 163 ]   |
| 갤럭시 J4                             | Samsung Experience 9.0 | One UI 2.0 | [ 164 ]   |
| 갤럭시 J6 / 온6                       | Samsung Experience 9.0 | One UI 2.0 | [ 165 ]   |
| 갤럭시 J8 / 온8                       | Samsung Experience 9.0 | One UI 2.0 | [ 166 ]   |
| 갤럭시 J4+                            | Samsung Experience 9.5 | One UI 2.0 |           |
| 갤럭시 J6+                            | Samsung Experience 9.5 | One UI 2.0 |           |

### 태블릿

#### 갤럭시 탭 S 시리즈 (2017년−)
| 기기                           | 원본 버전              | 현재 버전    | 상태      | 참고 자료       |
| ------------------------------ | ---------------------- | ------------ | --------- | --------------- |
| 갤럭시 탭 S3                   | Samsung Experience 8.0 | One UI 1.1   | 지원 중단 |                 |
| 갤럭시 탭 S4                   | Samsung Experience 9.5 | One UI 2.5   | 지원 중단 |                 |
| 갤럭시 탭 S5e                  | One UI 1.1             | One UI 3.1   | 지원 중단 |                 |
| 갤럭시 탭 S6                   | One UI 1.5             | One UI 4.1.1 | 지원 중단 |                 |
| 갤럭시 탭 S6 라이트            | One UI 2.1             | One UI 5.1.1 | 지원 중단 |                 |
| 갤럭시 탭 S6 라이트 (2022)     | One UI 4.1             | One UI 6.1.1 | 지원됨    |                 |
| 갤럭시 탭 S6 라이트 (2024)     | One UI 6.1             | One UI 7.0   | 지원됨    |                 |
| 갤럭시 탭 S7 / S7+             | One UI 2.5             | One UI 5.1.1 | 지원 중단 |                 |
| 갤럭시 탭 S7 FE                | One UI 3.1.1           | One UI 6.1.1 | 지원 중단 | [ 167 ]         |
| 갤럭시 탭 S8 / S8+ / S8 울트라 | One UI 4.1             | One UI 7.0   | 지원됨    | [ 168 ]         |
| 갤럭시 탭 S9 / S9+ / S9 울트라 | One UI 5.1.1           | One UI 7.0   | 지원됨    | [ 169 ]         |
| 갤럭시 탭 S9 FE / FE+          | One UI 5.1.1           | One UI 7.0   | 지원됨    | [ 170 ]         |
| 갤럭시 탭 S10+ / S10 울트라    | One UI 6.1.1           | One UI 7.0   | 지원됨    | [ 171 ] [ 172 ] |
| 갤럭시 탭 S10 FE / S10 FE+     | One UI 7.0             | One UI 7.0   | 지원됨    |                 |

#### 갤럭시 탭 A 시리즈 (2017년−)
| 기기                            | 원본 버전              | 현재 버전       | 상태            | 참고 자료 |
| ------------------------------- | ---------------------- | --------------- | --------------- | --------- |
| 갤럭시 탭 A 8.0 (2017)          | Samsung Experience 8.5 | One UI 1.0      | 지원 중단       | [ 173 ]   |
| 갤럭시 탭 A 8.0 (2018)          | Samsung Experience 9.5 | One UI 2.5      | 지원 중단       | [ 174 ]   |
| 갤럭시 탭 A 10.5 (2018)         | Samsung Experience 9.5 | One UI 2.5      | 지원 중단       | [ 166 ]   |
| 갤럭시 탭 A 8.0 (2019)          | One UI Core 1.1        | One UI Core 3.1 | 지원 중단       |           |
| 갤럭시 탭 A 8.0 S펜 포함 (2019) | One UI 1.1             | One UI 3.1      | 지원 중단       | [ 175 ]   |
| 갤럭시 탭 A 10.1 (2019)         | One UI 1.1             | One UI 3.1      | 지원 중단       | [ 175 ]   |
| 갤럭시 탭 A7                    | One UI Core 2.5        | One UI Core 4.1 | 지원 중단       |           |
| 갤럭시 탭 A7 라이트             | One UI Core 3.1        | One UI 6.1      | 지원 중단       |           |
| 갤럭시 탭 A8                    | One UI Core 3.1        | One UI 6.1      | 보안 업데이트만 |           |
| 갤럭시 탭 A9                    | One UI 5.1.1           | One UI 7.0      | 지원됨          |           |
| 갤럭시 탭 A9+                   | One UI 5.1.1           | One UI 7.0      | 지원됨          |           |

#### 갤럭시 탭 액티브 시리즈 (2017년−)
| 기기                    | 원본 버전              | 현재 버전    | 상태            |
| ----------------------- | ---------------------- | ------------ | --------------- |
| 갤럭시 탭 액티브 2      | Samsung Experience 8.5 | One UI 1.1   | 지원 중단       |
| 갤럭시 탭 액티브 프로   | One UI 1.5             | One UI 3.1   | 지원 중단       |
| 갤럭시 탭 액티브 3      | One UI 2.5             | One UI 5.1.1 | 보안 업데이트만 |
| 갤럭시 탭 액티브 4 프로 | One UI 4.1             | One UI 7.0   | 보안 업데이트만 |
| 갤럭시 탭 액티브 5      | One UI 6.0             | One UI 7.0   | 지원됨          |
| 갤럭시 탭 액티브 5 프로 | One UI 7.0             | One UI 7.0   | 지원됨          |

### 컴퓨터

#### Galaxy Book시리즈 (2017년−)
| 기기                 | 원본 버전                    | 현재 버전                    | 상태   |
| -------------------- | ---------------------------- | ---------------------------- | ------ |
| 갤럭시 북            | 윈도우 10 (1607)             | One UI 북 4 (윈도우 11 21H2) | 지원됨 |
| 갤럭시 북 프로       | 윈도우 10 (20H2)             | One UI 북 4 (윈도우 11 21H2) | 지원됨 |
| 갤럭시 북 프로 360   | 윈도우 10 (20H2)             | One UI 북 4 (윈도우 11 21H2) | 지원됨 |
| 갤럭시 북 오디세이   | 윈도우 10 (20H2)             | One UI 북 4 (윈도우 11 21H2) | 지원됨 |
| 갤럭시 북 (2021)     | 윈도우 10 (20H2)             | One UI 북 4 (윈도우 11 21H2) | 지원됨 |
| 갤럭시 북 고         | 윈도우 10 (21H1)             | One UI 북 4 (윈도우 11 21H2) | 지원됨 |
| 갤럭시 북 2          | 윈도우 10 (21H2)             | One UI 북 4 (윈도우 11 21H2) | 지원됨 |
| 갤럭시 북 2 360      | 윈도우 10 (21H2)             | One UI 북 4 (윈도우 11 21H2) | 지원됨 |
| 갤럭시 북 2 프로     | 윈도우 10 (21H2)             | One UI 북 4 (윈도우 11 21H2) | 지원됨 |
| 갤럭시 북 2 프로 360 | 윈도우 10 (21H2)             | One UI 북 4 (윈도우 11 21H2) | 지원됨 |
| 갤럭시 북 3 360      | One UI 북 5 (윈도우 11 22H2) | One UI 북 7 (윈도우 11 24H2) | 지원됨 |
| 갤럭시 북 3 프로     | One UI 북 5 (윈도우 11 22H2) | One UI 북 7 (윈도우 11 24H2) | 지원됨 |
| 갤럭시 북 3 프로 360 | One UI 북 5 (윈도우 11 22H2) | One UI 북 7 (윈도우 11 24H2) | 지원됨 |
| 갤럭시 북 3 울트라   | One UI 북 5 (윈도우 11 22H2) | One UI 북 7 (윈도우 11 24H2) | 지원됨 |
| 갤럭시 북 4 360      | One UI 북 6 (윈도우 11 23H2) | One UI 북 7 (윈도우 11 24H2) | 지원됨 |
| 갤럭시 북 4 프로     | One UI 북 6 (윈도우 11 23H2) | One UI 북 7 (윈도우 11 24H2) | 지원됨 |
| 갤럭시 북 4 프로 360 | One UI 북 6 (윈도우 11 23H2) | One UI 북 7 (윈도우 11 24H2) | 지원됨 |
| 갤럭시 북 4 울트라   | One UI 북 6 (윈도우 11 23H2) | One UI 북 7 (윈도우 11 24H2) | 지원됨 |
| 갤럭시 북 5 프로     | One UI 북 6 (윈도우 11 24H2) | One UI 북 7 (윈도우 11 24H2) | 지원됨 |
| 갤럭시 북 5 프로 360 | One UI 북 6 (윈도우 11 24H2) | One UI 북 7 (윈도우 11 24H2) | 지원됨 |

### 워치

#### 기어 S시리즈 (2016년-2018년)
| 기기                      | 원본 버전    | 현재 버전                        | 상태      |
| ------------------------- | ------------ | -------------------------------- | --------- |
| 기어 S3 클래식 / 프론티어 | 타이젠 2.3.2 | One UI 워치 1.0 (타이젠 4.0.0.7) | 지원 중단 |

#### 갤럭시 워치 시리즈(2018년−)
| 기기                        | 원본 버전                        | 현재 버전                        | 상태      |
| --------------------------- | -------------------------------- | -------------------------------- | --------- |
| 갤럭시 워치                 | 타이젠 4.0.0.0                   | One UI 워치 2.0 (타이젠 5.5.0.2) | 지원 중단 |
| 갤럭시 워치 액티브          | One UI 워치 1.0 (타이젠 4.0.0.3) | One UI 워치 2.0 (타이젠 5.5.0.2) | 지원 중단 |
| 갤럭시 워치 액티브 2        | One UI 워치 1.0 (타이젠 4.0.0.7) | One UI 워치 2.0 (타이젠 5.5.0.2) | 지원 중단 |
| 갤럭시 워치3                | One UI 워치 2.0 (타이젠 5.5.0.1) | One UI 워치 2.0 (타이젠 5.5.0.2) | 지원 중단 |
| 갤럭시 워치4 / 워치4 클래식 | One UI 워치 3.0 (웨어 OS 3.0)    | One UI 워치 6.0 (웨어 OS 5.0)    | 지원됨    |
| 갤럭시 워치5 / 워치5 프로   | One UI 워치 4.5 (웨어 OS 3.5)    | One UI 워치 6.0 (웨어 OS 5.0)    | 지원됨    |
| 갤럭시 워치6 / 워치6 클래식 | One UI 워치 5.0 (웨어 OS 4.0)    | One UI 워치 6.0 (웨어 OS 5.0)    | 지원됨    |
| 갤럭시 워치 FE              | One UI 워치 5.0 (웨어 OS 4.0)    | One UI 워치 6.0 (웨어 OS 5.0)    | 지원됨    |
| 갤럭시 워치7                | One UI 워치 6.0 (웨어 OS 5.0)    | One UI 워치 6.0 (웨어 OS 5.0)    | 지원됨    |
| 갤럭시 워치 울트라          | One UI 워치 6.0 (웨어 OS 5.0)    | One UI 워치 6.0 (웨어 OS 5.0)    | 지원됨    |
| 갤럭시 워치8 / 워치8 클래식 | One UI 워치 8.0 (웨어 OS 6.0)    | One UI 워치 8.0 (웨어 OS 6.0)    | 예정      |
| 갤럭시 워치 울트라 (2025)   | One UI 워치 8.0 (웨어 OS 6.0)    | One UI 워치 8.0 (웨어 OS 6.0)    | 예정      |